# 1995 у телебаченні
Список 1995 у телебаченні описує події у сфері телебачення, що відбулися 1995 року.

## Події

### Січень
- 1 січня
  - Зміна графічного оформлення телеканалу «УТ-1».
  - Ребрендинг телеканалу «Ютар-Плюс» у «Ютар»[1].
- 8 січня — Початок мовлення нового рівненського державного регіонального «РДТ».

### Лютий
- 21 лютого — Перехід аналогового мовлення регіонального державного телеканалу «Миколаїв» з 35 на 31 ТВК[2].
- 25 лютого — Початок мовлення нового переяславського регіонального телеканалу «Альта»[3].
- 27 лютого — Початок мовлення нового іллічівського регіонального телеканалу «ІТ-3» на базі «Іллічівського телебачення».

### Квітень
- 1 квітня
  - Ребрендинг російського «1-ого каналу Останкіно» в «ОРТ».
  - Зміна логотипу і графічного оформлення телерадіокомпанії «Гравіс-35».
  - Початок мовлення нового алчевського регіонального телеканалу «Аскет»[4].
- Початок мовлення нового одеського телеканалу «ІТВ».

### Травень
- 9 травня — Початок мовлення нового ровеньківського регіонального телеканалу «РТВ».

### Серпень
- 1 серпня
  - Перехід аналогового мовлення телеканалу «УТ-2» з 29 на 4 ТВК у Кам'янському[5].
  - Перехід аналогового мовлення регіонального державного телеканалу «К-61» з 5 на 31 ТВК в Маріуполі[6].
- 14 серпня — Припинення мовлення та закриття телеканалу «УТ-3»[7].
- 21 серпня — Початок аналогового мовлення нового муніципального телеканалу «Київ» на 30 ТВК[8].
- 28 серпня — Зміна логотипу і графічного оформлення телеканалу «ICTV».
- Перехід аналогового мовлення регіонального державного телеканалу «К-61» з 4 на 10 ТВК в Донецьку[9].
- Перехід аналогового мовлення телеканалу «УТ-2» з 37 на 9 ТВК в Новограді-Волинському[10].

### Вересень
- 1 вересня — Перехід аналогового мовлення регіональної державної ТРК «Житомир» з 7 на 12 ТВК в Черняхові[11].
- 3 вересня — Заснування «Студії 1+1».
- 22 вересня — Початок мовлення нового рівненського регіонального телеканалу «MTV».
- 25 вересня — Початок мовлення нового запорізького регіонального телеканалу «Алекс» на базі «КІТС».

### Листопад
- 10 листопада — Початок мовлення нового одеського регіонального «45 каналу».
- 16 листопада — Початок мовлення нового ровеньківського регіонального телеканалу «Ніка-ТВ»[12].

### Грудень
- 12 грудня — Початок мовлення нової КДРТРК[13].
- 16 грудня — Початок супутникового мовлення телеканалу «Тоніс».
- Початок мовлення нового харківського регіонального телеканалу «Фаворит ТБ»[14].
- Початок аналогового мовлення регіонального телеканалу «МСТ» на 27 ТВК в Жовтому Воді[15].

## Без точних дат
- Літо
  - Початок аналогового мовлення телеканалу «ICTV» на 40 ТВК в Миколаєві[2].
  - Припинення аналогового мовлення телеканалу «УТ-3» на 34 ТВК в Житомирі[16].
- Початок мовлення нового дніпропетровського регіонального телеканалу «Приват ТВ Днепр».
- Початок мовлення нового чернівецького регіонального телеканалу «Ніко-TV».
- Початок мовлення нового київського регіонального телекомпанії «Обрій».
- Початок мовлення нового ровеньківського регіонального телеканалу «Ніка ТБ»[17].
- Початок мовлення нового червонозаводського регіонального телеканалу «Астра»[18].
- Початок аналогового мовлення регіонального телеканалу «Simon» на 28 ТВК в Харкові[14].
- Початок аналогового мовлення харківського регіонального телеканалу «Simon» на 27 ТВК в Полтаві[19].
- Початок аналогового мовлення регіонального телеканалу «Чорноморської ТРК» на 25 ТВК у Севастополі[20].
- Перехід аналогового мовлення регіонального телеканалу «СТВ» з 8 на 11 ТВК у Севастополі[20].
- Припинення аналогового мовлення регіональної державної ТРК «Житомир» на 6 ТВК в Новограді-Волинському[10].
- Припинення мовлення та закриття маріупольського регіонального телеканалу «Приазов'я»[6].
- Початок мовлення нового криворізького регіонального телеканалу «Найдовша Столиця»[21].